# Powstanie Warszawskie (album)
Powstanie Warszawskie – album nagrany przez zespół muzyczny Lao Che i wydany 21 marca 2005. Produkcją i realizacją zajął się Filip Różański, a masteringiem – Bogdan Żywek.
13 października 2010 album uzyskał status złotej płyty w Polsce.
Podczas uroczystych obchodów 68. rocznicy wybuchu powstania warszawskiego (2012), prezydent RP Bronisław Komorowski odznaczył wszystkich muzyków zespołu, którzy brali udział w nagrywaniu albumu, Srebrnymi Krzyżami Zasługi. Odznaczenia zostały przyznane za „zasługi na rzecz popularyzacji i upamiętniania powstania warszawskiego”.

## Lista utworów
1. „1939 / Przed Burzą” – 5:38
2. „Godzina W” – 2:59
3. „Barykada” – 5:23
4. „Zrzuty” – 3:08
5. „Stare Miasto” – 4:38
6. „Przebicie do Śródmieścia” – 5:40
7. „Czerniaków” – 3:20
8. „Hitlerowcy” – 3:09
9. „Kanały” – 7:47
10. „Koniec” – 3:36

## Koncepcja albumu
Płyta ma charakter z jednej strony słuchowiska, z drugiej: albumu koncepcyjnego. Składa się na nią 10 utworów, które w sferze muzyczno-tekstowej są chronologicznie przyporządkowane historycznym epizodom powstania warszawskiego:
1. 1939 / Przed Burzą – ostatnie dni przed powstaniem warszawskim: stopniowe wycofywanie się niemieckich wojsk na zachód pod presją sowieckiego natarcia; Komenda Główna AK wydaje rozkaz rozpoczęcia powstania 1 sierpnia 1944 r. o „godzinie W” – 17.00.
2. Godzina W – 1 sierpnia 1944 r.: łączniczki AK wyruszają z rozkazami rozpoczęcia walk; zmobilizowani powstańcy wyruszają na wyznaczone pozycje; do pierwszych potyczek powstańców z Niemcami dochodzi już wczesnym popołudniem.
3. Barykada – pierwsza dekada sierpnia: walki pododdziałów batalionu Zośka na barykadach Woli; mimo heroicznej obrony powstańcy są zmuszeni wycofywać się do Starego Miasta.
4. Zrzuty – połowa sierpnia; niewystarczające alianckie zrzuty broni i amunicji dla walczących powstańców; prośba ambasadora USA Harrimana, by amerykańskie samoloty po zrzuceniu zaopatrzenia dla walczącej Warszawy mogły lądować na sowieckich lotniskach, spotyka się z odmową Kremla.
5. Stare Miasto – druga połowa sierpnia; ciągłe bombardowania lotnicze i artyleryjskie oraz ataki piechoty na Starówkę; nieudane próby powstańcze połączenia Żoliborza i Starego Miasta; ewakuacja dowództwa AK i władz cywilnych kanałem miejskim, biegnącym pod niemieckimi pozycjami, do Śródmieścia.
6. Przebicie do Śródmieścia – 31 sierpnia; do Śródmieścia próbuje się przedostać przez niemieckie linie ok. 50-osobowa grupa z Kedywu KG AK. Udając żołnierzy niemieckich, oddział dowodzony przez Andrzeja Romockiego „Morro” osiąga barykady powstańcze w Śródmieściu.
7. Czerniaków – połowa września; walki o utrzymanie kurczącego się przyczółka nad Wisłą; nieskuteczne próby wsparcia ze strony żołnierzy 1. Armii Berlinga.
8. Hitlerowcy – ostatnia dekada września; oddziały niemieckiej 9. Armii nacierają na Mokotów, gdzie toczą się najbardziej intensywne walki.
9. Kanały – ostatnia dekada września; oddziały powstańcze broniące Czerniakowa rozpoczynają ewakuację rannych kanałami na Mokotów; Niemcy zamykają kocioł wokół Mokotowa, północnego Żoliborza i Śródmieścia.
10. Koniec – początek października; kapitulacja powstania warszawskiego.

## Teksty
Autorem tekstów jest wokalista zespołu – Hubert „Spięty” Dobaczewski. Warstwa tekstowa ma charakter kompilacyjny – obok autorskich wersów „Spiętego” składają się na nią cytaty i parafrazy z innych źródeł i dzieł artystycznych, m.in.:
- oryginalnych przemówień premiera Stanisława Mikołajczyka,
- wierszy i piosenek z okresu okupacji hitlerowskiej i powstania warszawskiego, m.in.: Warszawa, Elegia o chłopcu polskim Krzysztofa Kamila Baczyńskiego, Żądamy amunicji Zbigniewa Jasińskiego (ps. „Rudy”), Czerwona zaraza Józefa Szczepańskiego (ps. „Ziutek”), Pałacyk Michla (powstańczy hymn Batalionu Parasol),
- utworów muzyki popularnej: Kocham wolność Chłopców z Placu Broni, Ludzie Wschodu Siekiery, Wolny Naród Izraela,
- Modlitwy Harcerskiej,
- nawiązania do słów Chrystusa z Ewangelii Mateusza 19, 24-25,
- przemówienia Generalnego Gubernatora Hansa Franka z konferencji w Krakowie 14 grudnia 1943,
- hasła małego sabotażu „Tylko świnie siedzą w kinie (…)” autorstwa Aleksandra Kamińskiego,
- słów ks. Józefa Tischnera,
- wiersza Adama Czahrowskiego pt. Duma rycerska z ok. 1597 roku (fragment „Pieśni o żołnierzu tułaczu”)
- fragmentów dialogów z filmów: Szeregowiec Ryan w reż. Stevena Spielberga, Jak rozpętałem drugą wojnę światową w reż. Tadeusza Chmielewskiego,
- przerobionego hymnu Marynarki Wojennej „Morze, nasze morze” („Stare Miasto, Stare Miasto, wiernie ciebie będziem strzec…”).

## Odbiór
Przeważająca część krytyki (m.in. Onet.pl, rockmetal.pl) doceniła zarówno stronę muzyczną, jak i tekstową wydawnictwa, a także jego oryginalność.
Michał Kirmuć na łamach „Teraz Rocka” ocenił płytę jako „wyjątkowo oryginalną, frapującą i (…) mówiącą w niebanalny sposób o ważnym rozdziale rodzimej historii”.

Marek Włodarski w emfatycznej recenzji na łamach „Lampy” przyznawał, że płyta wprawia go w „szczenięcy zachwyt, w żołnierski trans, w bogoojczyźniane uniesienie”. Pisał: „Człowiekowi serce roście, człowiekowi szajba odbija i z flagą na barykady i z karabinem biec by się chciało do kolegów i koleżanek sprzed lat sześćdziesięciu”. Zwracał uwagę na budowę utworów: „erudycyjną, błyskotliwie zaczepną, jednak nie przytłaczającą quasi-intelektualizmem”. Z uznaniem wyrażał się o intertekstualności tekstowej i muzycznej albumu.

„Gazeta Wyborcza”, podsumowując rok 2005 w polskiej muzyce, uznała album za „wydarzenie numer 1”. Robert Sankowski uzasadniał tę ocenę: „Zespół (…) uniknął banału, ale jednocześnie nie wpadł też w pułapkę patosu. Przełożył dramat 63 dni warszawskiego powstania na język muzyki rockowej zrozumiały dla współczesnego odbiorcy. Tym samym udowodnił, że takie tematy mogą być zarówno inspirujące dla popkulturowych twórców, jak i interesujące dla odbiorców ich twórczości”. Krzysztof Varga na łamach „Dużego Formatu” (cykliczny dodatek do „GW”) pisał: „To jest bez wątpienia pierwsza piątka polskich płyt rockowych ostatniego dwudziestolecia, może nawet pierwsza piątka, jeśli liczyć od czasów płyty numer jeden w historii polskiego rocka, a więc «czarnego» albumu Brygady Kryzys”.
Jacek Świąder podkreśla udane odwołanie do silnych emocji: „Ciary usprawiedliwione, z tradycji (…) czerpano świadomie a skutecznie”. Dziennikarz twierdzi, że płyta jako „całość, koncept album – stanowi najbardziej udane przedsięwzięcie tego typu po ’89 roku w polskiej muzyce”.
Robert Leszczyński umieścił Powstanie Warszawskie w zestawieniu „50 płyt, które wstrząsnęły Polską w XXI wieku” (tygodnik „Wprost”, 2010). Znaczenie albumu wyjaśnił następująco: „Nawet w najczarniejszą noc stanu wojennego rockmani stronili od tematów patriotycznych, odstępując je młodzieży oazowej i wszechpolskiej. A tu proszę – narodowa świętość bezceremonialnie odebrana kombatantom i zrobiona na punkowo. Arcydzieło!”.
Z tonem większości komentarzy prasowych kontrastowała ocena serwisu Porcys. Jego recenzent uznał, że album „nie dźwiga ciężaru gatunkowego podjętej tematyki”, a w sferze muzycznej „jawi się jako niestrawne łomotanie bez inwencji”.

## Koncerty
Od ukazania się płyty w 2005 roku zespół wykonuje całość materiału okazjonalnie. 19 czerwca 2005 roku zespół po raz pierwszy zagrał koncert monograficzny „Powstanie Warszawskie” w Parku Wolności w Warszawie przy Muzeum Powstania Warszawskiego. Drugi tego typu koncert odbył się w warszawskim klubie Proxima 19 marca 2006 roku. Trzeci 2 lipca 2012 w Jarocinie. Kolejny lipca 2013 „Powstanie Warszawskie” zostało przedstawione jako spektakl (tzw. mapping) w warszawskim Parku Wolności. Koncert inaugurował 69 rocznicę Powstania. Kolejny koncert odbył się 1 sierpnia 2015 we Wrocławiu z okazji 71 rocznicy Powstania. 
„Przez pierwsze trzy lata graliśmy płytę z pełnym zaangażowaniem, potem odchodziliśmy od tego, coraz częściej z powodu wywoływanych dyskusji. Czułem zmęczenie. Zamknęliśmy ten etap. Nie chcieliśmy w to brnąć i uczestniczyć w tym.”